# Coupé décalé
Coupé décalé of couper décaler is een muziekgenre dat ontstaan is in Ivoorkust.
Coupé décalé is vergelijkbaar met de al langer bestaande soukous, maar heeft een sneller ritme, meer bas en percussie en wordt in tegenstelling tot de soukous meestal in het Frans gezongen. Een voorbeeld van een coupé décalé-act is Magic System, die onder meer de nummers Premier gaou, Un gaou à Oran en Bouger bouger uitbrachten.
Via Frankrijk waaide coupé décalé over naar de rest van Europa en het Caribisch gebied. Er ontwikkelden zich subgenres zoals Couper décaler chinois, Couper décaler wolof, sagacité (naar Doug Saga), moto moto en drogbacité. Het laatste is gebaseerd op voetballer Didier Drogba. Drogba maakt na elk doelpunt een ‘dansje’ en inspireerde daarmee een nieuw subgenre. In het Caribisch gebied ontwikkelde zich een nieuwe variatie genaamd zouké décaler.